# Physcopedaliodes pandates
Physcopedaliodes pandates är en fjärilsart som beskrevs av William Chapman Hewitson 1874. Physcopedaliodes pandates ingår i släktet Physcopedaliodes och familjen praktfjärilar. Inga underarter finns listade i Catalogue of Life.